# Gran Premio motociclistico di Spagna 1961
Il Gran Premio motociclistico di Spagna fu il primo appuntamento del motomondiale 1961.
Si svolse il 23 aprile 1961 presso il circuito del Montjuïc. Erano in programma le classi 125, 250 e sidecar.
Il programma comprendeva anche due gare nazionali: una per le "Turismo de Serie" (vinta da Carlos Rocamora su Montesa) e una per le "Sport Nacional" (vinta da Mauricio Aschl su Bultaco).
Prima delle gare iridate quella della 125, nella quale Tom Phillis diede alla Honda la sua prima vittoria nel Motomondiale.
In 250 Gary Hocking, iscrittosi all'ultimo minuto alla gara, vinse battendo il record sul giro, dando all'MV Agusta la sua ultima vittoria nella classe.
Chiuse il programma la gara dei sidecar, dove il campione uscente della categoria Helmut Fath vinse agevolmente grazie al ritiro del suo più diretto inseguitore, Florian Camathias.

## Classe 250
18 piloti alla partenza.

### Arrivati al traguardo
| Pos | Pilota           | Moto      | Tempo         | Punti |
| --- | ---------------- | --------- | ------------- | ----- |
| 1   | Gary Hocking     | MV Agusta | 1h 06' 34" 29 | 8     |
| 2   | Tom Phillis      | Honda     | +22" 43       | 6     |
| 3   | Silvio Grassetti | Benelli   | +1' 05" 69    | 4     |
| 4   | Jim Redman       | Honda     | +1' 38" 61    | 3     |
| 5   | Hans Fischer     | MZ        | +2 giri       | 2     |
| 6   | Dan Shorey       | NSU       |               | 1     |

### Ritirati
| Pilota            | Moto        | Motivo ritiro |
| ----------------- | ----------- | ------------- |
| Tarquinio Provini | Moto Morini | avaria        |
| Bruno Spaggiari   | Benelli     | caduta        |
| Mike Hailwood     | FB Mondial  | caduta        |

## Classe 125
23 piloti alla partenza.

### Arrivati al traguardo
| Pos | Pilota              | Moto    | Tempo      | Punti |
| --- | ------------------- | ------- | ---------- | ----- |
| 1   | Tom Phillis         | Honda   | 57' 12" 80 | 8     |
| 2   | Ernst Degner        | MZ      | +20" 60    | 6     |
| 3   | Jim Redman          | Honda   | +33" 53    | 4     |
| 4   | Mike Hailwood       | EMC     | +38" 91    | 3     |
| 5   | John Grace          | Bultaco | +54" 92    | 2     |
| 6   | Ricardo Quintanilla | Bultaco | +1' 56" 38 | 1     |
| 7   | "Conde"             | Ducati  | +1 giro    |       |
| 8   | Rex Avery           | EMC     | +1 giro    |       |
| 9   | César Gracia        | Montesa | +1 giro    |       |

## Classe sidecar
15 equipaggi alla partenza.

### Arrivati al traguardo
| Pos | Pilota                | Passeggero          | Moto   | Tempo      | Punti |
| --- | --------------------- | ------------------- | ------ | ---------- | ----- |
| 1   | Helmut Fath           | Alfred Wohlgemuth   | BMW    | 57' 24" 52 | 8     |
| 2   | Fritz Scheidegger     | Horst Burkhardt     | BMW    | +1' 06" 07 | 6     |
| 3   | Edgar Strub           | Kurt Huber          | BMW    | +2' 06" 09 | 4     |
| 4   | Arsenius Butscher     | Manfred Ludwigkeit  | BMW    | +2' 18" 37 | 3     |
| 5   | Heinz Luthringshauser | Heiner Vester       | BMW    | +1 giro    | 2     |
| 6   | Jo Rogliardo          | Marcel Godillot     | BMW    | +1 giro    | 1     |
| 7   | Alwin Ritter          | Hermann Bernhard    | BMW    | +1 giro    |       |
| 8   | Claude Lambert        | Marie-Laure Lambert | BMW    | +1 giro    |       |
| 9   | Carlos Del Val        | n.d.                | Norton | +2 giri    |       |
| 10  | Guy Sauzeraux         | Mosconi             | Norton | +2 giri    |       |

## Fonti e bibliografia
- El Mundo Deportivo, 23 aprile 1961, pag. 4 e 24 aprile 1961, pag. 9.